# (3310) Patsy
Pour les articles homonymes, voir Patsy.
(3310) Patsy est un astéroïde de la ceinture principale.

## Description
(3310) Patsy est un astéroïde de la ceinture principale. Il fut découvert le 9 octobre 1931 à Flagstaff par Clyde William Tombaugh. Il présente une orbite caractérisée par un demi-grand axe de 3,01 UA, une excentricité de 0,06 et une inclinaison de 11,1° par rapport à l'écliptique.
Il est nommé d'après Patricia « Patsy » Edson, l'épouse de Clyde William Tombaugh, découvreur de l'astéroïde et surtout connu pour être le découvreur de la planète naine Pluton.

## Compléments